# 尼玛泽仁·亚东
亞東（藏語：ཡ་ཏུང་།，威利转写：ya tung），男，中國大陸音樂製作人兼导演，生于中国四川省甘孜州德格县。全名尼瑪澤仁·亞東（藏語：ཉི་མ་རྫོང་ཚེ་རིང་ཡ་ཏུང་།，威利转写：nyi ma tshe ring ya tung），据本人解释，意为“天晴了，长寿的太阳”。毕业于北京电影学院导演系，现任亚东音乐影视有限公司董事长。

## 代表作品

### 代表专辑
《向往神鹰》、《慈祥的母亲》、 《妈妈的羊皮袄》、《天葬》、《康巴汉子》、《思乡情》、《游子之心》、《家园》、《故乡.卓玛》、《月光落地的声音》等

### 代表合辑
《唐古拉风》、《向往拉萨》、《故乡.阿妈》、《藏历年》、《潇洒的康巴人》、《西藏的孩子》、《高原三星》、《师徒专辑一》，《师徒专辑二》、《西部吼声》等

### 电影、电视连续剧主题曲主唱
《尘埃落定》的片尾曲《远去的传说》、纪录片《唐僧重走西行路》的主题曲《和风东来》、电影《冈拉梅朵》的主题曲《冈拉梅朵》等

## 个人经历
14岁丧父，16岁加入中国人民解放军，服役两年。1992年到成都发展，主营钢材，同时在酒吧驻唱，并尝试用藏语演唱。1992年自费錄製专辑《游子的心》，半年发行60万盒。1994年被《向往神鹰》的词曲作者扎西达娃和美朗多吉赏识并选定演唱《向往神鹰》。自2005年后主要活动于幕后，转型为音乐制作人及影视导演。

## 遇刺事件
2005年4月22日凌晨在成都一家酒吧外被人用利器刺穿心脏，伤势严重，后医治恢复。

## 外部鏈接
個人簡歷 （页面存档备份，存于）